# Gbari
Le gbari, aussi appelé gbagyi nkwa ou gwari occidental, est une langue du groupe langues nupoïdes de la famille des langues bénoué-congolaises. Elle est proche du gbagyi, sa phonologie et sa morphologie sont similaires mais son vocabulaire est distinct. Elle est parlée au Nigeria à Abuja et dans les états de Kogi et de Niger. Il est parfois aussi appelé gbagyi nkwa et le terme « gbari » est un exonyme adopté récemment par la communauté.
Ces dialectes principaux sont :
- le gbari du Nord, parlé dans les États de Nassarawa et Niger ;
- le gbari du Sud, parlé dans le Territoire de la capitale fédérale du Nigeria à Gwagwalada, Kwali, Kuje, Paiko, Dobi, Gwako, Knatse, etc.[3]

## Écriture
Une orthographe gbari est proposée en 2004, avec 5 voyelles et 26 consonnes.
| a | b | ɓ | ch | d | ɗ | e | f  | g | gb | h | i | j | k | kp |
| l | m | n | o  | p | r | s | sh | t | u  | v | w | y | z | zh |

## Prononciation
|         | Antérieure | Centrale | Postérieure |
| ------- | ---------- | -------- | ----------- |
| Fermée  | i          |          | u           |
| Moyenne | e          | (ə)      | o           |
| Ouverte |            | a        |             |

|           | Labiale | Alvéolaire | Palatale | Vélaire | Labio-vélaire | Glottale |
| --------- | ------- | ---------- | -------- | ------- | ------------- | -------- |
| Nasale    | m       | n          |          | [ŋ]     |               |          |
| Occlusive | p b     | t d        | c ɟ      | k ɡ     | kp ɡb         |          |
| Implosive | ɓ       | ɗ          |          |         |               |          |
| Affriquée |         | [ts] [dz]  | tʃ dʒ    |         |               |          |
| Fricative | f v     | s z        | ʃ ʒ      |         |               | h        |
| Spirante  |         |            | j        |         | w             |          |
| Latérale  |         | [ɹ]        | l        |         |               |          |
| Battue    |         |            | (ɾ)      |         |               |          |

La consonne occlusive injective alvéolaire voisée /ɗ/ est prononcé [l] dans les dialectes du Nord, mais est présente comme phonème dans le dialecte Lambata.